# Revolta de Sàsser
La revolta de Sàsser fou un dels episodis de la conquesta aragonesa de Sardenya per Jaume el Just.

## Antecedents
Hug II d'Arborea, que reclamava un terç del Jutjat de Càller, que els pisans no estaven disposats a cedir, i va passar a l'acció, vencent als pisans en la batalla de San Gavino, que es van replegar a Esglésies i Càller, i va demanar ajut a la Corona d'Aragó per consolidar la posició, mentre Sàsser va oferir voluntàriament la seva fidelitat a Jaume el Just.
El 19 de juny de 1324, es signa la capitulació, segons la qual Pisa cedeix a Jaume el Just tots els drets sobre Sardenya tret de Càller. El domini de l'illa fou precari, permanentment amenaçat pels genovesos, que van anar prenent el relleu dels pisans en la lluita i que van obtenir el suport d'una part dels sards. Al nord de l'illa, en 1325 la ciutat de Sàsser i les famílies Malaspina i Doria van revoltar-se.

## El setge
Moguts pel mal govern dels oficials reials, que lesionava el seu esperit de municipi autònom, el 21 de juliol de 1325 els vilatans mataren el potestat Ramon de Sentmenat, ocuparen els béns dels catalans i s'independitzaren establint la República de Sàsser. Un cop dominada la revolta, els rebels reberen un dur càstig per part de Berenguer Carròs i Llòria.

## Conseqüències
En juny de 1326 es va firmar la pau a instàncies d'Hug II d'Arborea, i Sàsser va passar a control directe de la Corona, s'hi va edificar un castell per controlar la població, però tornà el govern opressiu i en 1329 hi hagué una nova revolta.